# Arrhyton ainictum
Arrhyton ainictum là một loài rắn trong họ Colubridae. Loài này được Schwartz & Garrido mô tả khoa học đầu tiên năm 1981.